# 丹地和安格斯學院
丹地和安格斯學院（英語：Dundee and Angus College）是一個位於蘇格蘭泰賽德的延续教育學院，於2013年11月由丹地學院和安格斯學院合併而成。

## 校園
學院的主校園位於邓迪和阿布羅斯：
- 阿布羅斯校園（Arbroath Campus）
- 国王道校園（Kingsway Campus）
- 加戴恩校園（Gardyne Campus）

此外亦有小型外展中心位於福弗爾、基里缪尔和蒙羅斯。